# 増成富夫
増成 富夫（ますなり とみお、1970年10月12日 - ）は、競輪選手。日本競輪選手会岡山支部所属、ホームバンクは玉野競輪場。日本競輪学校（当時。以下、競輪学校）第66期生。師匠は飛田明彦（59期）。

## 来歴
競輪学校での同期には、児玉広志、岡部芳幸らがいる。同校の在校競走成績は6位（53勝）。
1990年8月9日、西武園競輪場でデビューし、初勝利を挙げた。
1992年に別府競輪場で行われたふるさとダービーで決勝に進出（9着）。
2009年3月20日、広島競輪場で通算400勝を達成。
2011年12月21日の一宮競輪場で行われたレースを最後に、急性骨髄性白血病のため、長期休養を余儀なくされた。その後抗がん剤を投与するなどした結果、2012年12月11日開幕の玉野競輪FII開催で競走復帰した。
デビュー以来、主に落車に起因するものが多い、競走棄権ゼロを継続していたが、2015年12月11日、玉野競輪8レースで落車のため競走棄権した。
2016年10月14日、岐阜競輪9レースにおいて通算500勝を達成。